# Bertogne
Bertogne (in vallone Biertogne) è un comune belga di 3 002 abitanti, situato nella provincia vallona del Lussemburgo.